# Holocorobeus vittatus
Holocorobeus vittatus är en skalbaggsart som beskrevs av Nikritin 1977. Holocorobeus vittatus ingår i släktet Holocorobeus och familjen bladhorningar. Inga underarter finns listade i Catalogue of Life.